# Isohypsibius kenodontis
Isohypsibius kenodontis är en djurart som tillhör fylumet trögkrypare, och som beskrevs av Kendall-Fite och Nelson 1996. Isohypsibius kenodontis ingår i släktet Isohypsibius och familjen Hypsibiidae. Inga underarter finns listade i Catalogue of Life.